# Marc van der Woude
Marc H. van der Woude (Gorredijk, 1960) is een Nederlands jurist en sinds 2010 rechter bij het Gerecht van de Europese Unie in Luxemburg, een onderdeel van het Hof van Justitie van de Europese Unie. Van september 2016 tot september 2019 was hij vice-president. Sinds 27 september 2019 is hij president van het Gerecht; in 2022 liep zijn eerste termijn af.
Hij studeerde rechten in Groningen en in Brugge aan het Europacollege in 1983 en 1984. Daarna was hij docent aan zowel het Europacollege als de Universiteit Leiden. Van 1987 tot 1995 bekleedde hij verscheidene functies bij de Europese Commissie. Verder was hij advocaat in Brussel vanaf 1995. In 2000 werd Van der Woude hoogleraar aan de Erasmus Universiteit Rotterdam.